# Marsaz
Marsaz ist eine französische Gemeinde mit 690 Einwohnern (Stand: 1. Januar 2022) im Département Drôme in der Region Auvergne-Rhône-Alpes (vor 2016 Rhône-Alpes); sie gehört zum Arrondissement Valence und zum Kanton Drôme des collines. Die Bewohner werden Marsaziens und Marsaziennes genannt.

## Geographie
Marsaz liegt etwa 27 Kilometer nordnordöstlich von Valence. Umgeben wird Marsaz von den Nachbargemeinden Bren im Norden, Saint-Donat-sur-l’Herbasse im Osten, Clérieux im Südosten, Chavannes im Süden sowie Chantemerle-les-Blés im Westen.

## Bevölkerungsentwicklung
| Jahr                       | 1962 | 1968 | 1975 | 1982 | 1990 | 1999 | 2006 | 2013 | 2019 |
| Einwohner                  | 397  | 381  | 338  | 428  | 469  | 502  | 592  | 755  | 700  |
| Quellen: Cassini und INSEE |      |      |      |      |      |      |      |      |      |

## Sehenswürdigkeiten
- Kirche Saint-Blaise aus dem 19. Jahrhundert

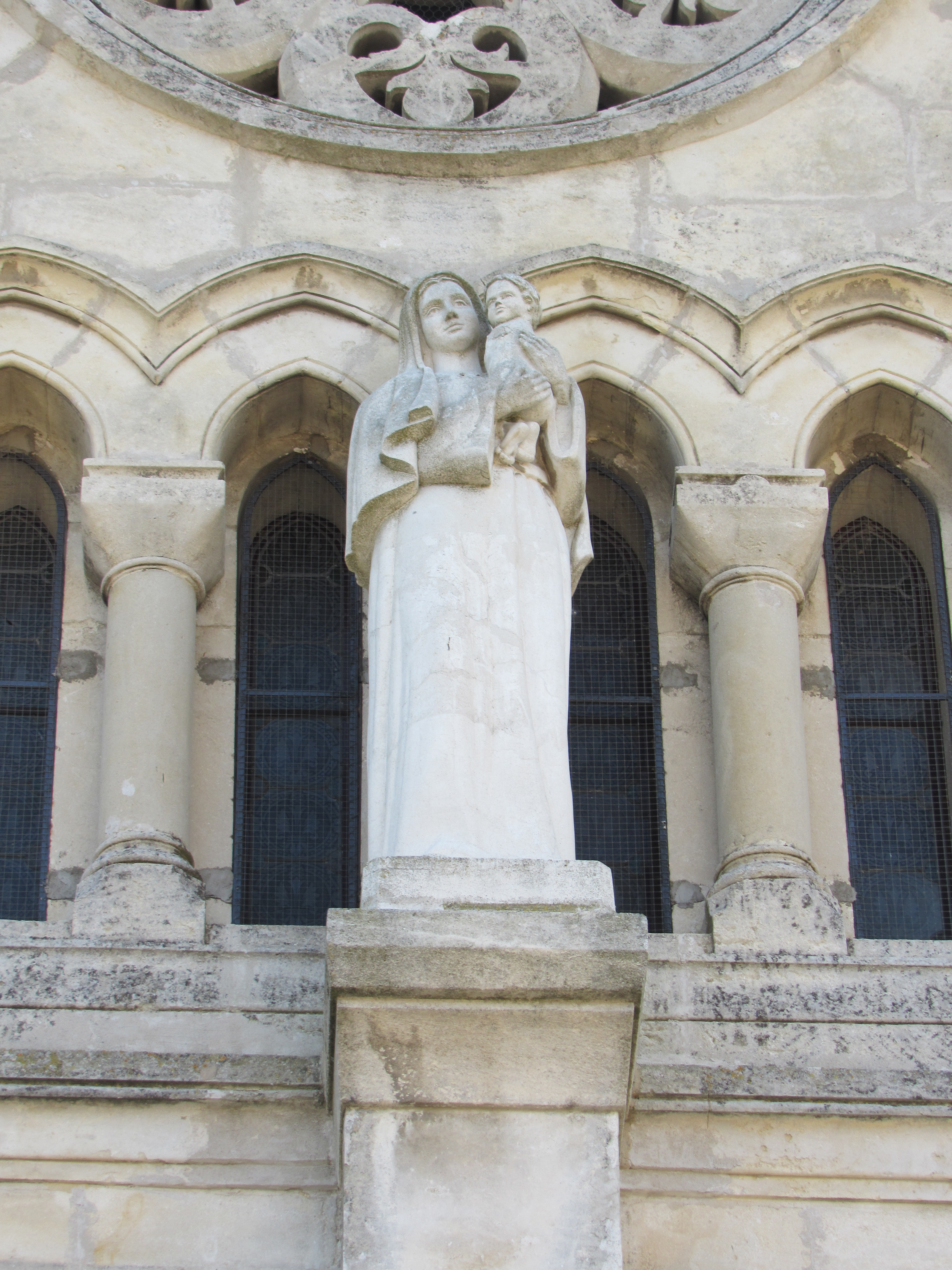
Marienstatue in Marsaz

- Motte